# Södekleppi
Södekleppi är en ö i Finland.   Den ligger i kommunen Nystad i den ekonomiska regionen Nystadsregionen och landskapet Egentliga Finland, i den sydvästra delen av landet, 220 km väster om huvudstaden Helsingfors.